# Småtjärnarna (Ljustorps socken, Medelpad)
Småtjärnarna är en sjö i Timrå kommun i Medelpad och ingår i Indalsälvens huvudavrinningsområde.